# Персийско-византийски войни
Персийско-византийски войни – поредица от войни и погранични конфликти между Византийската империя и Сасанидите за контрол над Армения, Сирия, Египет и Месопотамия. Понякога се разглеждат като една голяма Персийско-византийска война, въпреки че има 126 години от първата до последната война, а 75 години държавите се намират в състояние на война.
- Персийско-византийска война 420-422
- Персийско-византийска война 502-506
- Персийско-византийска война 526-532
- Персийско-византийска война 542-562
- Персийско-византийска война 572-591
- Персийско-византийска война 602-628

## Последици
В резултат на продължителните войни става взаимно отслабване на двете държави, което открива път пред арабското завоевание на Близкия изток.